# Greatest Hits ’93–’03
Greatest Hits '93—'03 — третий альбом-компиляция американской группы альтернативного рока 311. Релиз состоялся 8 июня 2004 года. Альбом включает песни начиная с дебютного альбома Music и заканчивая альбомом Evolver. Также в альбоме присутствуют две новые песни: «First Straw» и «How Do You Feel». Альбом получил сертификат золотого диска от RIAA, всего было продано более 500 000 копий.

## Список композиций
| №                   | Название                  | Оригинальный альбом      | Длительность |
| ------------------- | ------------------------- | ------------------------ | ------------ |
| 1.                  | «Down»                    | 311                      | 2:51         |
| 2.                  | «Flowing»                 | Soundsystem              | 3:10         |
| 3.                  | «All Mixed Up»            | 311                      | 2:59         |
| 4.                  | «Amber»                   | From Chaos               | 3:27         |
| 5.                  | «Come Original»           | Soundsystem              | 3:39         |
| 6.                  | «Beautiful Disaster»      | Transistor               | 3:58         |
| 7.                  | «Creatures (For a While)» | Evolver                  | 4:23         |
| 8.                  | «Do You Right»            | Music                    | 4:17         |
| 9.                  | «I'll Be Here Awhile»     | From Chaos               | 3:26         |
| 10.                 | «You Wouldn't Beleve»     | From Chaos               | 3:41         |
| 11.                 | «Transistor»              | Transistor               | 3:01         |
| 12.                 | «Don't Stay Home»         | 311                      | 2:42         |
| 13.                 | «Homebrew»                | Grassroots               | 3:03         |
| 14.                 | «Beyond The Grey Sky»     | Evolver                  | 4:14         |
| 15.                 | «Love Song»               | 50 First Date soundtrack | 3:26         |
| 16.                 | «How Do You Feel»         |                          | 3:02         |
| 17.                 | «First Straw»             |                          | 2:57         |
| Общая длительность: | Общая длительность:       | Общая длительность:      | 58:57        |

## Синглы
| Год  | Название      | Наивысшая позиция | Наивысшая позиция |
| Год  | Название      | US                | US Alt            |
| ---- | ------------- | ----------------- | ----------------- |
| 2004 | «Love Song»   | 59                | 1                 |
| 2004 | «First Straw» | —                 | 14                |

## Чарты и сертификация альбома
| Чарты        | Год    | Чарты         | Позиция              |
| ------------ | ------ | ------------- | -------------------- |
| Чарты        | 2004   | Billboard 200 | 7                    |
| Сертификация | Страна | Сертификация  | Продажи              |
| Сертификация | США    | Золотой       | более 500 тыс. копий |

## Участники записи
- Ник Гексум — вокал, ритм-гитара
- Дуглас «S.A.» Мартинес — вокал, тёрнтейбл
- Тим Махоуни — соло-гитара
- Аарон «P-Nut» Уиллс — бас-гитара
- Чед Секстон — ударные, перкуссия